# دنيس بايل
دنيس بايل هو سياسي أمريكي، ولد في 4 فبراير 1961 في هياواثا في الولايات المتحدة. نشط حزبياً في الحزب الجمهوري. وقد انتخب عضو مجلس ولاية كانساس ‏.

## وصلات خارجية
- الموقع الرسمي